# قصر غرداية
قصر غرداية تقع في ولاية غرداية وسط شمال الصحراء الجزائرية، إلى الجنوب من العاصمة الجزائر بمسافة 600 كم، وتتربع على مساحة كبيرة تقدر بـ86105 كلم 2 وبساكنة تقارب 334754. عرفت غرداية منذ العصر الحجري، العديد من الحضارات، حيث تشهد عليها الصناعات الحجرية، النقوش الصخرية، والمعالم الجنائزية، كما عرفت خلال الفترة الإسلامية المبكرة تجمعات سكنية على شكل قصور إحتفظ بعضها بالأطلال.

## المواقع الأثرية والمعالم التاريخية

### القصور
تتميز ولاية تغردايت نآتمزاب بالعديد من القصور (إيغرماون) العتيقة التي تبدو موحدة في شكلها متجانسة في ألوان
1. آغرم نتجنينت نآتمزاب تأسس سنة 1012م
2. آغرم نآت بونور نآتمزاب سنة 1048 م
3. آغرم نتغردايت نآتمزاب سنة 1085 م
4. آغرم نآت إيزجن نآتمزاب سنة 1353 م
5. آغرم نآت مليشت نآتمزاب سنة 1355 م
6. آغرم نلقرارة نآتمزاب سنة 1631 م
7. آغرم نبرڨان نآتمزاب سنة 1690 م
8. آغرم نمتليلي نآتمزاب سنة 1743 م و قد استولى عنه قوم السرقة و التحريف الشعانبة الأعراب بتواطئ  عصابة الدولة الجزائرية الفاجرة منذ 1946 م
9. آغرم نوارجلن نآتمزاب سنة 1700 ورڨلة حاليا مستولى من طرف الدولة و العسكر و الأوباش الأعراب الأشد كفرًا و نفاقًا

كما تتميز الولاية بالعديد من المعالم الدينية من مساجد ومصليات جنائزية تقام فيها شعائر دينية موسمية زيادة على تفرد المساكن التقليدية بهذه الولاية ، كما يتفرد القصر المزابي بتوفره على فضاءات واسعة للمبادلات التجارية والتي تعتبر مركزا للحياة الحضارية . تعرف قصور ولاية تغردايت نآتمزاب بنظام خاص لتوزيع المياه على الواحات ، التي يستفاد منها للاستجمام صيفا ، زيادة بالتمتع بثمارها.

### الصناعات التقليدية
تعتبر زربية تغردايت نآتمزاب من أهم الصناعات التقليدية التي تلقى رواجا كبيرا. زيادة على الأبسة الصوفية كتقشابيت و تيشبرت و تيملحفت و تكمبوشت و احولي و اسراويل نآتمزاب و تشاشيت .... ، كما تشتهر الولاية بالنقش على النحاس والخشب وصناعة الجلود والفخار والتحف الفنيةالميزابية
أعياد ومواسم :
عيد الزربيةو هو عيد يحتفل به بني ميزاب بعرض الزرابي الميزابية الاصيلة 
الزيارات الميزابية الموسمية والوعدات الميزابية 

## أعلام غرداية
- الشيخ عمي سعيد بن علي الجربي ت: 1521م
- الشيخ محمد علي دبوز 1635-1716
- عبقري نظام تقسيم المياه الشيخ حمو والحاج 1635 -1716
- الشيخ امحمد بن يوسف اطفيش 1821-1914
- الشيخ سيدي أحمد بن الحرمة 1835-1924
- الشاعر قدور بن لخضر بيتور 1860-1924
- السيدة مامه نسليمان 1863-1931
- عميد الصحافة الشيخ أبو اليقظان إبراهيم 1888-1973
- رائد الحركة الإصلاحية بالجنوب الجزائري الشيخ إبراهيم بن عمر بيوض 1898- 1981
- عبد الرحمن باكلي 1901-1986
- الثورة الجزائرية مفدي زكريا 1908-1977
- الشيخ حمو بن محمد عيسى النوري 1913-1992
- الوطني الثائر رمضان حمود 1906-1929
- الشاعر صالح خباشة 1930-2016
- الدكتور بحاز إبراهيم بن بكير
- الشاعر الدكتور خرفي 1932 -1998